# Anarquia (relações internacionais)
A anarquia nas relações internacionais é um conceito na teoria das relações internacionais, que considera a ordem mundial como uma liderança: não existe governos soberanos ou universais no mundo. Não há portanto, hierarquicamente um poder coercitivo para resolver litígios, fazer valer a lei, ou a ordem do sistema, como existe na política interna. Nas relações internacionais, a anarquia é amplamente aceita como o ponto de partida para a Teoria das Relações Internacionais.
Enquanto alguns cientistas políticos usam o termo "anarquia" para se referir a um mundo em caos, na desordem, ou em conflito, outros vêem-na simplesmente como um reflexo do fim do sistema internacional: Estados independentes com nenhuma autoridade central acima deles.
O conceito de anarquia é a base para o realismo, liberalismo, neorrealismo e teorias neoliberais das relações internacionais. Construtivas disputas são condições fundamentais do sistema internacional, Alexander Wendt, o mais influente pensador mordenista, é constantemente citado pelas suas pesquisas. A anarquia não é inerente ao sistema internacional na forma em que as outras escolas de RI visualizam, mas é a construção dos Estados no sistema.

## Etimologia
A palavra anarquia significa literalmente "sem um líder". A palavra combina o prefixo grego "an-", que significa "sem", com o significado de raiz indo-europeia "arkh" que significa "começar" ou "assumir a liderança". Foi adaptada a partir do grego antigo (ἀναρχία-anarchia) que significa "ausência de um líder". O uso comum da palavra anarquia passou a significar tanto a ausência de um governo quanto da desordem que está ligada a ausência de um governo.